# Freneuse (Sena Marítimo)
 Freneuse  es una población y comuna francesa, en la región de Alta Normandía, departamento de Sena Marítimo, en el distrito de Rouen y cantón de Caudebec-lès-Elbeuf.

## Demografía
| 590 | 575 | 730 | 1024 | 1033 | 951 |
| Para los censos de 1962 a 1999 la población legal corresponde a la población sin duplicidades (Fuente: INSEE [Consultar]) |     |     |      |      |     |